# Canton d'Oyonnax
Le canton d'Oyonnax est une circonscription électorale française du département de l'Ain créée par le décret du 13 février 2014 et entrant en vigueur lors des élections départementales de 2015.

## Histoire
- De 1833 à 1982, ancien canton d'Oyonnax : voir canton d'Oyonnax-Nord.
- De 1982 à 2015, voir canton d'Oyonnax-Nord et canton d'Oyonnax-Sud.
- Un nouveau découpage territorial de l'Ain entre en vigueur à l'occasion des élections départementales de mars 2015, défini par le décret du 13 février 2014[1], en application des lois du 17 mai 2013 (loi organique 2013-402 et loi 2013-403)[2]. Les conseillers départementaux sont, à compter de ces élections, élus au scrutin majoritaire binominal mixte. Les électeurs de chaque canton élisent au Conseil départemental, nouvelle appellation du Conseil général, deux membres de sexe différent, qui se présentent en binôme de candidats. Les conseillers départementaux sont élus pour six ans au scrutin binominal majoritaire à deux tours, l'accès au second tour nécessitant 12,5 % des inscrits au premier tour. En outre la totalité des conseillers départementaux est renouvelée. Ce nouveau mode de scrutin nécessite un redécoupage des cantons dont le nombre est divisé par deux avec arrondi à l'unité impaire supérieure si ce nombre n'est pas entier impair, assorti de conditions de seuils minimaux[3]. Dans l'Ain, le nombre de cantons passe ainsi de 43 à 23.

Le canton est entièrement inclus dans l'arrondissement de Nantua. Le bureau centralisateur est situé à Oyonnax.

## Représentation

### Conseillers départementaux depuis 2015
| Période élective | Période élective | Mandat | Mandat   | Identité         | Nuance | Nuance | Qualité                                                            |
| ---------------- | ---------------- | ------ | -------- | ---------------- | ------ | ------ | ------------------------------------------------------------------ |
| 2015             | 2021             | 2015   | 2021     | Liliane Maissiat |        | LR     | Maire d'Arbent (2001-2020)                                         |
| 2015             | 2021             | 2015   | 2021     | Michel Perraud   |        | UDI    | Maire d'Oyonnax, ancien conseiller général du canton d'Oyonnax-Sud |
| 2021             | 2028             | 2021   | en cours | Carmen Flore     |        | DVD    | Première adjointe au maire d'Arbent                                |
| 2021             | 2028             | 2021   | en cours | Michel Perraud   |        | UDI    | Conseiller sortant                                                 |

### Résultats détaillés

#### Élections de mars 2015
À l'issue du premier tour des élections départementales de 2015, deux binômes sont en ballottage : Liliane Maissiat et Michel Perraud (Union de la Droite, 44,5 %) et Marie-France Buhler et Claude Promonet (FN, 28,39 %). Le taux de participation est de 40,8 % (5 506 votants sur 13 494 inscrits) contre 48,99 % au niveau départemental et 50,17 % au niveau national.
Au second tour, Liliane Maissiat et Michel Perraud (Union de la Droite) sont élus avec 65,47 % des suffrages exprimés et un taux de participation de 40,48 % (3 344 voix pour 5 462 votants et 13 492 inscrits).

#### Élections de juin 2021
Le premier tour des élections départementales de 2021 est marqué par un très faible taux de participation (33,26 % au niveau national). Dans le canton d'Oyonnax, ce taux de participation est de 22,98 % (3 186 votants sur 13 866 inscrits) contre 31,48 % au niveau départemental. À l'issue de ce premier tour, deux binômes sont en ballottage : Carmen Flore et Michel Perraud (Union au centre et à droite, 76,79 %) et Sonia Chevauchet et Loïc Monnier (Union à gauche, 23,21 %).
Le second tour des élections est marqué une nouvelle fois par une abstention massive équivalente au premier tour. Les taux de participation sont de 34,3 % au niveau national, 31,83 % dans le département et 23,33 % dans le canton d'Oyonnax. Carmen Flore et Michel Perraud (Union au centre et à droite) sont élus avec 75,73 % des suffrages exprimés (2 212 voix pour 3 227 votants et 13 832 inscrits),. 

## Composition
Le nouveau canton d'Oyonnax comprend deux communes entières :
| Nom                             | Code Insee | Intercommunalité            | Superficie (km2) | Population (dernière pop. légale) | Densité (hab./km2) | Modifier                                    |
| ------------------------------- | ---------- | --------------------------- | ---------------- | --------------------------------- | ------------------ | ------------------------------------------- |
| Oyonnax (bureau centralisateur) | 01283      | CA Haut-Bugey Agglomération | 36,18            | 22 378 (2022)                     | 619                | modifier les données · modifier les données |
| Arbent                          | 01014      | CA Haut-Bugey Agglomération | 23,49            | 3 482 (2022)                      | 148                | modifier les données · modifier les données |
| Canton d'Oyonnax                | 0115       |                             | 59,67            | 25 860 (2022)                     | 433                | modifier les données                        |

## Démographie
En 2022, le canton comptait 25 860 habitants, en évolution de −0,3 % par rapport à 2016 (Ain : +5,15 %, France hors Mayotte : +2,11 %).
| 2013   | 2018   | 2022   |
| ------ | ------ | ------ |
| 25 668 | 25 692 | 25 860 |